# 7th Level
7th Level, Inc.（セブンス・レベル）は、かつてアメリカ合衆国・テキサス州ダラス郡リチャードソンに本社を置いていた、パソコン用ゲームソフトおよびエデュテインメントソフト開発会社である。1990年代にかけてハリウッドや映像業界の手法を取り入れ、ディズニー・インタラクティブとの提携やモンティ・パイソンとのタイアップ、企業買収を組み合わせながらゲーム制作を進めてきたが、同年代後半に高コスト体質に起因する経営難でゲーム事業からの撤退に至った。

## 歴史

### 創業
1993年4月28日、元マイクログラフィックス創業者兼CEOのジョージ・グレイソン、ミュージシャンのスコット・ペイジ、音楽プロデューサーのボブ・エズリンの3人によって設立された。同年10月、かつてジャンク債の帝王として名を馳せたマイケル・ミルケン率いる投資家グループからの出資を受け入れている。
創業にあたっての事業ビジョンは、ハリウッドの人脈やテレビ番組・映画制作のノウハウを家庭用ソフトウェア業界、とりわけゲームや教育分野に持ち込むことである。教育分野については、子供が遊びながら学習できるエデュテインメントというジャンルの開拓に意欲を示した。社名の由来についてジョージ・グレイソンは、「7という数字はあらゆる文化で神秘的な意味合いがある」「“第7段階”は我々にとって頂点を意味しており、それを目指している」と述べている。
1993年11月時点で25人の従業員、ダラス郊外のリチャードソン本社にはグレイソンをはじめとするエンジニアが、カリフォルニア州ロサンゼルスに構えた制作スタジオではペイジやエズリンなど芸術系スタッフが勤務する2拠点体制でスタートした。グレイソンによると、技術系と芸術系の間で生じる文化や考え方の違いからこの体制になったという。

### 成長期
1994年1月27日、7th Levelの最初の作品となる子供向けゲームソフト『チューンランド』をリリースし、同年6月にPC World誌の第12回World Class AwardsのCD-ROMゲーム（子供向け）カテゴリ賞を受賞する。メインキャラクターのリトル・ハーウィーの声にコメディアンのホーウィー・マンデルを起用した同作品の内容はブローダーバンドのリビング・ブックスと競合するジャンルであるが、決められたストーリーを辿るのではなく、プレーヤーが自由に画面要素をクリックして楽しむことが出来るうえ画面遷移がスムーズである点に違いがある。またこのリトル・ハーウィーというキャラクターは、セガのソニック・ザ・ヘッジホッグ、任天堂のマリオのような7th Levelの稼ぎ頭となる期待を込めて登場させている。なお、『チューンランド』発売後の同年3月、共同開発していたメトロライトスタジオのアニメ制作子会社であるメトロセルを買収し、デジタル作画彩色技術を獲得した。この技術による作業の自動化が『チューンランド』を7か月で完成させたことに寄与したことと、7th Levelの作品のアニメーションの品質を高める為だとしている。
1994年10月20日、NASDAQ市場に株式を上場。1995年6月29日にディズニー・インタラクティブと提携してライオン・キングのティモンとプンバァを題材にしたゲームを共同開発すると発表し株価が一時42%上昇する。まだ豊富な実績があるとは言い難い7th Levelの発表に対して市場は驚きを持って受け止めた。
1995年2月、ダラス拠点でトッド・ポーターが設立した3Dゲーム開発企業Distant Thunder Entertainmentを買収した。同社は『G-Nome』を開発中で、翌3月には同作品の販売権を持っていたMerit Studiosからも『G-Nome』にかかわる権利を買い取っている。
1995年6月、ミュンヘンに初の海外拠点を開設。同年12月から翌1996年1月にかけてはアジア太平洋地域への進出を目的に、サンフランシスコを拠点に欧米製ソフトウェアのローカライズ支援を富士通などとともに行っていたLanproとLanpro Localization Centerを買収し、7th Level Asia Pacificに統合した。同年6月にはコーロン、ポストプロダクションのAnitelとの合弁で韓国に拠点を開設すると発表した。
1996年3月、画像処理およびリアルタイム3Dレンダリング技術を持つ、オハイオ州シンシナティのPyroTechnixを買収。同年11月、子会社としてKids' World, Inc.を設立してGreat AdventureシリーズやThe Universe According to Virgil Realityといった教育分野を移管し、7th Level本体はゲーム事業のブランドへと棲み分けを図っていくことが発表された。
1996年5月時点で米国内では、創業時の2拠点にサンフランシスコ、シンシナティを加えた4拠点となり、従業員は200人を擁した。

#### 日本での動き
1995年9月、ズーが『バトル・ビースト』の日本国内における独占販売権を取得し、10月20日にズーのブランドで販売した。
1996年、日本法人を設立し、本部事務所と東京都内に2つの開発拠点を設置する。日本進出についてジョージ・グレイソンと日本法人社長のトム・ランドルフは日経産業新聞のインタビューに対し前者は、米国製の教育ソフトをそのまま持ってきても成功しないと指摘したうえで日本文化に合わせて徹底的にローカライズする旨を宣言し、後者は「現地の制作者と共同開発するのがうちの方針だ」と語った。そしてTDKが1997年7月8日、The Universe According to Virgil Realityを『イッセー尾形のサイエンス何だらまんだら』にローカライズして販売した。登場人物のバージル博士の日本語吹き替えにイッセー尾形を起用したものである。同年9月にはハーウィーの声に関根勤を起用した『さんすうメキメキツアー』も販売している。

### 経営危機
1996年頃から、売上は伸びているものの制作費の高騰などにより赤字の拡大に歯止めがかからず、経営難に陥っていることが不安視され始める。1997年3月、上場してからの2年間一度も黒字転換できていないことや、経営方針が教育分野よりもゲーム事業に注力する方向へ変わったことを理由にジョージ・グレイソンがCEOを辞任した。ボブ・エズリンが暫定CEOに、ドナルド・シュパックが会長に就任した。経営難に陥っている原因についてシュパックは、教育分野に注力するジョージ・グレイソンの方針のもと多額の研究開発費を費やしたこと、他社と協働不要な自社作品に関しては過剰に品質を追求して発売の延期をしていたことを挙げた。この見解に対し前CEOのグレイソンは、研究開発費はほぼ作品の制作費に充てていて、利益を得られるほどに作品が市場に浸透するまでは時間がかかるとし、発売の延期に関しては本社とロサンゼルスの拠点間で市場が求めているであろう商品について方向性の対立があったためだと反論している。
1997年6月、バンダイ・デジタル・エンタテインメントと提携し、当時日本で流行していた『たまごっち』のCD-ROM版の制作を手掛けるという報道を受けて株価が一時59%上昇。さらに同年8月、マイクロソフトも加わりInternet Explorerの機能を用いてオンラインで遊べるアクティブチャンネル版『たまごっち』の制作を発表して株価が一時71%上昇した。この株価急騰を利用し、創業当初からの出資者であるマイケル・ミルケンは持ち株の3分の1を売り抜けている。
1997年後半、ゲーム事業からの撤退に向けて人員削減およびロサンゼルス、東京、ミュンヘンにあった拠点の閉鎖、開発中の作品の売却が実施された。同年11月、Pulse Entertainmentと将来的に合併することに合意し、P7 Solutionsに社名変更してインターネットソフトウェア事業に事業転換していく計画を示した。なお、この時点で開発中だった作品のうち、リアルタイム戦略ゲーム『Dominion: Storm Over Gift 3』は、7th Levelのプロデューサーだったトッド・ポーターの働きかけにより、Ion Stormが開発を引き継いで完成させ、同社のデビュー作としての発売に至った。モンティ・パイソンシリーズは1997年11月に販売権がテイクツー・インタラクティブに売却され、そこからさらに北米での販売権をパナソニック・インタラクティブ・メディアが取得したことにより同シリーズ3作目となる『Monty Python's The Meaning of Life』の同年12月の発売に漕ぎ着けている。同月には、『Return to Krondor』を開発中のPyroTechnixがシエラオンラインに売却された。
1998年2月5日、7th Levelのゲームエンジン『TopGun』の設計、およびそれをベースに開発された『TAMAGOTCHI CD-ROM』、『ティモンとプンバァのジャングルゲーム』など7th Levelのほとんどの作品群の開発管理・設計を担当してきた社員2名が退職していたことが他社のプレスリリースによって公表される。
1998年4月22日、互いに単独で事業を継続した方が得策だとしてPulse Entertainmentとの合併計画を解消。そして1週間後の同月29日、経営陣の刷新を発表し、CD-ROM事業およびゲーム開発からの撤退が完了してインターネットソフトウェア事業への事業転換を遂げたことを正式に発表した。ボブ・エズリンは暫定CEOを辞任し取締役副会長となる。しかし監査法人から継続企業の前提に疑義が示される。

### ゲーム事業撤退後
1999年2月、オンライン研修プログラム提供会社のストリート・テクノロジーズと合併し、社名が7th Street.comとなる。ジャーナル・ニュースによると合併はストリート・テクノロジーズ主導で行われ、事実上7th Levelはストリート側に吸収された。同年5月にオンライン教育企業のLearn2.comを買収し7月にLearn2.comに社名変更、NASDAQでのティッカーシンボルがLTWOに変更となった。

## 主な開発タイトル
| 作品名                                                                       | 発売年                                | 備考 |
| ---------------------------------------------------------------------------- | ------------------------------------- | --- |
| チューンランド                                                               | 1994                                  | 日本では富士通パレックスが1995年に発売した                                                                     |
| Lil' Howie's Great Word Adventure                                            | 1995                                  | |
| Lil' Howie's Great Math Adventure                                            | 1996                                  | 日本語版はTDKが『関根勤のさんすうメキメキツアー』として1997年に発売した                                        |
| Lil' Howie's Great Reading Adventure                                         | 1996                                  | 子会社のKids' World, Inc.名義で発売                                                                            |
| Monty Python's Complete Waste of Time (en)                                   | 1994                                  | モンティ・パイソンシリーズ                                                                                     |
| バトル・ビースト                                                             | 1995                                  | 日本ではズーが同年に発売した                                                                                   |
| ティモンとプンバァのジャングルゲーム                                         | 1995 (PC), 1996 (Mac OS), 1997 (SNES) | ディズニー・インタラクティブが発売。日本語Windows版は1996年発売                                                |
| Take Your Best Shot                                                          | 1995                                  | |
| エースベンチュラ                                                             | 1996                                  | 日本ではポニーキャニオンが1997年に発売した                                                                     |
| アーケードアメリカ                                                           | 1996                                  | |
| The Hunchback of Notre Dame: Topsy Turvy Games                               | 1996                                  | 『ノートルダムの鐘』のゲーム化作品で、ディズニー・インタラクティブが発売した                                   |
| モンティ・パイソンのHoly Grail (Monty Python & the Quest for the Holy Grail) | 1996                                  | 『モンティ・パイソン・アンド・ホーリー・グレイル』のゲーム化作品で、日本ではポニーキャニオンが同年に発売した。 |
| Tracer                                                                       | 1996                                  | |
| The Universe According to Virgil Reality                                     | 1996                                  | 日本語版はTDKが『イッセー尾形のサイエンス何だらまんだら』として1997年に発売した                                |
| G-Nome                                                                       | 1997                                  | 日本ではポニーキャニオンが同年に発売した                                                                       |
| Monty Python's The Meaning of Life (en)                                      | 1997                                  | モンティ・パイソンシリーズ                                                                                     |
| TAMAGOTCHI CD-ROM                                                            | 1997                                  | 米国版。バンダイ・デジタル・エンタテインメントとの共同開発                                                     |
| Helicops                                                                     | 1997                                  | |
| My Teacher Is an Alien                                                       | 1997                                  | |
| Dominion: Storm Over Gift 3                                                  | 1998                                  | Ion Stormが開発を引き継いで完成                                                                                |
| Return to Krondor                                                            | 1998                                  | PyroTechnixが開発を引き継いで完成                                                                              |